# Woodchurch (Kent)
Woodchurch – wieś w Anglii, w hrabstwie Kent, w dystrykcie Ashford. Leży 28 km na południowy wschód od miasta Maidstone i 80 km na południowy wschód od centrum Londynu. W 2001 miejscowość liczyła 1824 mieszkańców.